# Vasile Patilineț

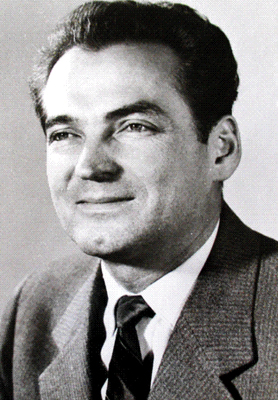
Vasile Patilineț

Vasile Patilineț (* 21. Dezember 1923; † 1984 in der Türkei) war ein Politiker der Rumänischen Kommunistischen Partei (PCR).

## Leben
Patilineț wurde im September 1945 Mitglied der PCR und später Mitglied des Zentralkomitees (ZK) der Partidul Muncitoresc Român (PMR) sowie stellvertretender Leiter der Abteilung für Organisation des ZK. Im Mai 1961 wurde er mit der Medaille zum 40. Jahrestag der Gründung der PCR ausgezeichnet und war darüber hinaus auch Mitglied der Großen Nationalversammlung, in der er den Wahlkreis Satu Mare vertrat.
Auf dem Neunten Parteitag der PCR im Juli 1965 wurde er zum Sekretär des ZK gewählt und behielt diese Funktion bis Februar 1972. Als solcher wurde er Ende 1965 vom Generalsekretär der PCR, Nicolae Ceaușescu, mit der Durchführung einer Untersuchung zu parteiinternen Repressionen beauftragt. Grund dafür war der Tod des früheren Justizministers Lucrețiu Pătrășcanu im April 1954, an dem auch der hochrangige Funktionär und ZK-Sekretär Alexandru Drăghici beteiligt war. Zwischen April 1969 und Oktober 1972 war er zudem auch Mitglied im Verteidigungsrat der Sozialistischen Republik Rumänien, einem der höchsten Gremien der Sozialistischen Republik und dem maßgeblichen Organ für Fragen der nationalen Verteidigung.
Kurz vor seinem Ausscheiden aus der Parteiführung wurde er im Januar 1972 Minister für Forstwirtschaft und Baustoffe in der Regierung von Ministerpräsident Ion Gheorghe Maurer und behielt dieses Amt auch in der nachfolgenden Regierung von Manea Mănescu. Im Rahmen einer Kabinettsumbildung wurde er im Dezember 1977 Minister für Bergbau, Erdöl und Geologie in der Regierung Manescu, der er bis Dezember 1979 angehörte.
Im Anschluss wurde Patilineț Botschafter in der Türkei. Während seiner dortigen Tätigkeit kam er bei einem Autounfall ums Leben, wobei es Spekulationen gab, dass dieser Unfall von der Securitate verursacht wurde.